# Campagne des îles Salomon
Seconde Guerre mondiale
Batailles
Terrestres : 
- Invasion de Tulagi
- Guadalcanal
- Opération Ke
- Nouvelle-Géorgie
- Vella Lavella
- Îles du Trésor
- Choiseul
- Bougainville
- Îles Green

Navales :
- Détroit de Blackett
- I-Go
- Bataille du golfe de Kula
- Kolombangara
- Golfe de Vella
- Vella Lavella (navale)
- Baie de l'Impératrice Augusta
- Horaniu
- Cap Saint-George

Japon :
- Raid de Doolittle
- Bombardements stratégiques sur le Japon (Tokyo
- Yokosuka
- Kure
- Hiroshima et Nagasaki)
- Raids aériens japonais des îles Mariannes
- Campagne des archipels Ogasawara et Ryūkyū
- Opération Famine
- Bombardements navals alliés sur le Japon
- Baie de Sagami
- Invasion de Sakhaline
- Invasion des îles Kouriles
- Opération Downfall
- Reddition du Japon

Pacifique central :
- Pearl Harbor
- Guam (1941)
- Wake
- Raid sur les îles Gilbert et Marshall
- Opération K
- Midway
- Opération RY
- Campagne des îles Gilbert et Marshall
- Campagne des îles Mariannes et Palaos
- Campagne des archipels Ogasawara et Ryūkyū
- Opération Inmate

Pacifique du sud-ouest :
- Nauru
- Invasion des Philippines (1941-42)
- Invasion des Indes orientales néerlandaises
- Opérations de l'Axe dans les eaux australiennes
- Raids aériens japonais sur l'Australie (1942-43)
- Opération Ke
- Campagne des îles Salomon
- Campagne de Nouvelle-Guinée
- Campagne des Philippines
- Campagne de Bornéo (1945)

Asie du sud-est :
- Invasion de l'Indochine (1940)
- Océan Indien (1940-45)
- Guerre franco-thaïlandaise
- Invasion de la Thaïlande
- Campagne de Malaisie
- Hong Kong
- Singapour
- Campagne de Birmanie
- Opération Kita
- Indochine (1945)
- Détroit de Malacca
- Opération Jurist
- Opération Tiderace
- Opération Zipper
- Bombardements stratégiques (1944-45)

Guerre sino-japonaise
Front d'Europe de l’Ouest
Front d'Europe de l’Est
Bataille de l'Atlantique
Campagnes d'Afrique, du Moyen-Orient et de Méditerranée
Théâtre américain
La campagne des îles Salomon désigne un ensemble d'opérations militaires terrestres, navales et aériennes ayant opposés les Alliés aux Japonais, sur et à proximité des îles Salomon, pendant la Guerre dans le Pacifique lors de la Seconde Guerre mondiale, d'août 1942 jusqu'à août 1945.
Huit mois après l'attaque de Pearl Harbor et deux mois après la bataille de Midway, ce fut la première opération amphibie. Elle se déroula en parallèle de la campagne de Nouvelle-Guinée, certaines opérations visant des objectifs communs aux deux campagnes, du fait de la proximité des territoires.
Les objectifs généraux de la campagne, qui fut mise en place rapidement et avec des moyens limités, étaient la sécurisation des lignes de communication menacées entre les États-Unis, l'Australie et la Nouvelle-Zélande, lignes qui étaient vitales pour les futures opérations dans le Pacifique Sud et Sud-ouest.
Elle s'est déroulée sur un territoire allant des îles Salomon (qui était à l'époque un protectorat britannique) à la Nouvelle-Guinée, les principaux combats ont eu lieu entre août 1942 et fin 1943, lorsque la base japonaise de Rabaul, principale base impériale militaire et logistique du Pacifique Sud, se retrouva désormais isolée, sans soutien et coupée de ses lignes de ravitaillement.
Fin 1944, la grande majorité des soldats et marins américains quittèrent la zone pour se battre sur d'autres secteurs du conflit, et furent remplacés au combat par les Australiens qui poursuivirent seuls les opérations dans la région jusqu'à la fin de la guerre, à plus petite échelle, notamment sur Bougainville et en Nouvelle-Bretagne.
La campagne fut menée par les forces combinées du commandement du Pacifique Sud-ouest et du Pacifique Centre, impliquant plusieurs débarquements importants, une douzaine de batailles navales et de nombreuses attaques aériennes.

## Contexte

### Avancées japonaises
La campagne de Guadalcanal, la première offensive amphibie audacieuse lancée par les États-Unis, a commencé en août 1942, huit mois après l'attaque de Pearl Harbor. L'objectif de cette campagne, qui fut mise en place rapidement avec des moyens limités, était la première étape d'une stratégie visant à sécuriser les lignes de communication alliées entre l'Australie et la Nouvelle-Zélande, vitales pour assurer le succès des futures opérations alliées dans le sud et le sud-ouest du Pacifique.
Dans les mois qui suivirent l'attaque de Pearl Harbor, les Japonais profitèrent de l'avantage que cette attaque surprise leur avait conféré pour envahir l'Asie de l'Est, les Indes et la Mélanésie pendant les six premiers mois de 1942.
Les étapes de cette expansion furent Wake, Guam, Singapour, Bataan, Corregidor et les Indes néerlandaises.
L'avance des Japonais vers le sud commença par la prise de Rabaul le 23 janvier 1942, puis Bougainville dans les îles Salomon, deux mois plus tard. Rabaul était une base importante qui servait à la fois de base avancée protégeant la base navale de Truk et de point de départ pour les offensives suivantes vers le sud. Bougainville, ainsi que les autres positions moins importantes dans les Salomon, était un point de départ pour établir un coin dans les lignes de communication entre Hawaï et l'Australie et la Nouvelle-Zélande.
Ayant établi des positions sur la côte nord de la Nouvelle-Guinée, ainsi que Choiseul, Vella Lavella et les îles du Trésor dans les Salomon, les Japonais prirent Tulagi et son port le 4 mai 1942, qui devint ainsi la pointe sud de l'avancée japonaise.
L'île avait été évacuée par les Australiens début mai, mais ceux-ci avaient depuis longtemps établi sur les îles des postes d'observation qui furent maintenus, et qui seraient bien utiles plus tard.

### Engagements initiaux
La seule bataille ayant eu lieu pendant la prise des Salomon par les Japonais eut lieu à cette occasion : dans le cadre de la bataille de la mer de Corail, la Task Force 17 du vice amiral Frank Fletcher, constituée autour du porte-avions USS Yorktown, surprit la force amphibie japonaise concentrée à Tulagi et coula le destroyer Kikuzuki ainsi que quelques navires plus petits, endommageant le destroyer Yuzuki et le grand mouilleur de mines Okinoshima (qui fut coulé une semaine plus tard par un sous-marin américain).
Les Japonais ne développèrent aucun aéroport dans un premier temps, quoique les plaines de Guadalcanal, à 25 kilomètres au sud de Tulagi, offraient un excellent terrain à cette fin. Tous les efforts initiaux des Japonais tendirent à développer le port de Tulagi. Ce n'est qu'en juin que les Japonais débarquèrent à Guadalcanal, et des travaux de développement d'un aérodrome furent commencés fin juin.
Quoique les plans exacts des Japonais soient encore incertains à l'heure actuelle, la présence des Japonais dans les îles Salomon leur donnait la capacité de frapper l'Australie, la Nouvelle-Guinée et les Nouvelles-Hébrides.
Peu après la chute de Rabaul, alors que l'axe sud-ouest du développement des conquêtes japonaises semblait évident, les Alliés commencèrent à développer des plans afin de freiner ou stopper cette avance.

### Développement de la stratégie Alliée
En février 1942, l'amiral Ernest J. King, commandant en chef de la flotte américaine, traça les grandes lignes de la stratégie alliée au cours d'une correspondance avec le chef d'état-major de l'Armée américaine, le général Marshall. Selon King, l'action des Alliés ne devait pas se limiter à protéger les lignes de communication, mais ils devaient également établir des bases, notamment à Tonga et à Espiritu Santo, à partir desquelles des offensives pourraient être montées contre les Salomon et la Nouvelle-Guinée. Il envisageait donc l'occupation de certaines îles au sud et au sud-ouest du Pacifique dans une suite d'opération amphibies qui seraient menées par les Marines, l'armée se chargerait de maintenir des garnisons sur les îles conquises tandis que la Marine passerait à l'objectif suivant.
L'occupation de certaines îles stratégiquement importantes commença le 12 mars, lorsqu’une force mixte marine-armée débarqua sans opposition à Nouméa, la capitale de la Nouvelle-Calédonie au sud des Salomon (la Nouvelle-Calédonie s'était ralliée à la France libre dès 1940). Tandis que Nouméa devenait une base navale alliée, un aéroport important fut installé sur Tontouta, à une cinquantaine de kilomètres de Nouméa. Le 29 mars, les Marines débarquèrent à Port-Vila, capitale des Nouvelles-Hébrides, au nord de la Nouvelle-Calédonie, et en mai, Espiritu Santo fut occupée par une force combinée de Marines, de Seabees de la marine et de l'armée (seabee, qui signifie « abeilles de mer », correspond en fait à la prononciation anglaise des lettres CB, abréviation de Construction Battalions).
Alors que ces déploiements avaient lieu, les flottes américaine et japonaise s'opposaient dans le cadre de la bataille de la mer de Corail, quelques jours après le débarquement des Japonais à Tulagi.
Quoique cette bataille ne fût pas une grande victoire, elle força les Japonais à retarder l'invasion de Port Moresby et de la Nouvelle-Guinée.
Cependant, les plans de l'amiral King pour le Pacifique sud commençaient à se mettre en place. En avril, la 1re division de Marines fut envoyée à Wellington en vue des futures opérations.

### Nouveaux développements
En juin, les Américains se rendirent compte des développements à Guadalcanal, à savoir la création d'un aérodrome dans les plaines de la pointe de Lunga. Ceci donnait une certaine urgence aux plans américains dans les Salomon.
Par ailleurs, la bataille de Midway avait fait subir à la marine japonaise de terribles pertes le 5 juin 1942, telles que le déséquilibre des forces créé par l'attaque de Pearl Harbor s'en trouvait réduite.
Cet avantage décisif n'échappa pas au général MacArthur, qui suggéra un assaut immédiat sur Rabaul. Cette option ne fut cependant pas retenue, les Américains réticents à l'idée de risquer leurs derniers porte-avions dans des manœuvres au sein d'un environnement confiné et sous la menace constante de bases aériennes japonaises.
Cependant, considérant le succès de Midway, l'état-major combiné (Joint Chiefs of Staff) reconsidéra la stratégie alliée dans le Pacifique.
Jusque-là, la stratégie des États-Unis et du Royaume-Uni avait été de se concentrer sur l'Allemagne et l'Europe, le Japon ne venant qu'en second et les efforts à porter sur le théâtre Pacifique ne devant être que ceux strictement nécessaires à contenir le Japon. Dans le cadre de cette stratégie, aucune offensive n'avait été prévue avant la fin 1942, toute opération antérieure devant avoir pour but de maintenir les lignes de communication entre les Alliés. La prise de Nouméa et d'Espiritu Santo faisaient partie de cette stratégie défensive.
Le succès de Midway, dont il semblait normal de profiter, et le fait que la pression des Japonais semblait s'accentuer, poussa King à réitérer ses précédents conseils, à savoir une offensive dans les Salomon afin de stopper l'établissement de ce qui semblait devenir, avec Rabaul, une citadelle imprenable. Il préconisait l'occupation des îles Santa Cruz, de Tulagi et des zones adjacentes, avec établissement de garnisons de l'armée australienne. Il proposait comme date d'offensive le 1er août 1942.
Alors que King envisageait une opération de la Marine, le général Marshall, de son côté, estimait que MacArthur devait commander l'opération. Cette passe d'armes entre Marshall et King met en évidence les tensions qui pouvaient exister entre les diverses armes des forces armées (situation que toute armée, y compris celle du Japon, connaissait). King insista sur le fait que les troupes chargées de l'opération seraient en fait des troupes de la Marine. En définitive, King eut gain de cause et l'opération fut confiée à Nimitz.
En fait, les zones d'influence des diverses armes dans le Pacifique furent redessinées, puisque la zone Pacifique Sud fut créée, sous les ordres de Nimitz et confiée au vice-amiral Robert L. Ghormley.

### Planification de l'attaque des Salomon
Le 25 juin, Ghormley reçut les premières instructions relatives à l'organisation d'une offensive dans son secteur. Il devait commencer à établir des plans, tenant compte du fait que la participation de l'armée pouvait ne pas être totalement acquise (et effectivement on verra qu'à Guadalcanal, l'armée n'entra dans l'opération que trois mois après l'invasion par les Marines).
Quatre jours plus tard, le général Vandegrift, général des  Marines), fut aussi averti de devoir faire des préparatifs rapides pour une opération sur les Salomon.
Ghormley devait diriger l'opération, tandis que le vice-amiral Frank Fletcher la commanderait. Le 4 juillet, le plan de l'état-major interarmes fut envoyé à Ghormley qui fut donc confronté au double problème de devoir monter une opération dans un délai apparemment irréaliste d'un mois, avec des moyens qui semblaient totalement insuffisants.
Les ordres de l'état-major exposaient en termes généraux la stratégie du moment dans le Pacifique sud et sud-ouest: le but en était la conquête de la Nouvelle-Bretagne, de la Nouvelle-Irlande et de la Nouvelle-Guinée. Ce but devait être atteint en trois phases: tout d'abord l'occupation des îles Santa Cruz, Tulagi et des zones adjacentes, ensuite la prise du reste des îles Salomon, enfin la prise de Rabaul.
La date du lancement de la première partie du plan (Tulagi) était fixée au 1er août, sous la responsabilité de CinCPac (Commander in Chief Pacific, c'est-à-dire Nimitz) tandis que pour les stades suivants (ensemble des Salomon et Rabaul), MacArthur serait le responsable.

### Moyens mis en place
Ghormley ayant exprimé ses doutes sur la suffisance des moyens mis à sa disposition, on lui confirma que 35 bombardiers basés à Hawaii seraient disponibles. Cependant, Ghormley et MacArthur étaient d'accord sur un point : le succès de l'opération navale dépendrait en partie de la capacité de l'armée de protéger la force d'invasion contre l'aviation japonaise.
Entre-temps, le général Alexander Vandegrift était en route vers Wellington avec la 1re division de Marines, qui n'était d'ailleurs pas complète ayant été privée d'un tiers de son effectif détaché aux Samoa.
Du point de vue de la puissance navale à sa disposition, Ghormley pouvait compter sur une flotte encore limitée mais de bonne qualité : essentiellement trois porte-avions avec environ 250 avions à bord, quelques croiseurs, deux nouveaux cuirassés ainsi que des navires secondaires tels que des destroyers.
Du point de vue de la force aérienne, un des points jugés vitaux par Ghormley, la situation était loin d'être aussi bonne : outre les 250 avions embarqués, Ghormley pouvait compter sur 166 avions de la Marine, 95 de l'Armée et 30 de la force aérienne de Nouvelle-Zélande. Ces 291 avions étaient sous le commandement du contre-amiral John McCain, sous les ordres de Ghormley.
En résumé, Ghormley disposait d'une force d'invasion bien entrainée de moins d'une division, d'une flotte puissante et bien entrainée mais limitée et d'un support aérien plutôt limité.
Il organisa ses forces en trois groupes.

#### Sigles
(CV=Porte-avions; CVL=Porte-avions léger; BB=Cuirassé; CA=Croiseur lourd; CL=Croiseur léger; DD=Destroyer; SS=Sous-marin)
| Désignation                       | Commandant                       | Effectifs                                                                                               |
| --------------------------------- | -------------------------------- | --- |
| CINCPAC                           | Amiral Chester Nimitz            | |
| COMSOPAC                          | Vice-amiral Robert Ghormley      | |
| Task Force 62                     | Contre-amiral Richmond K. Turner | Force amphibies                                                                                         |
| Task Group 62.2                   | Contre-amiral Victor Crutchley   | 3 CA (Australia, Canberra, Chicago), 1 CL, 9 DD                                                         |
| TG 62.3                           | Capitaine Frederick L. Riefkhol  | 3 CA (Vincennes, Astoria, Quincy), 4 DD                                                                 |
| TG 62.4                           | Contre-amiral Norman Scott       | 2 CL (San Juan, Hobart), 2 DD                                                                           |
| TG 62.8 (1re division de Marines) | Général A.A.Vandegrift           | 17 000 hommes                                                                                           |
| TF 63 (bases aériennes)           | Contre-amiral John S. McCain     | 291 avions                                                                                              |
| Task Force 61                     | Vice-amiral Frank Fletcher       | 3 CV, 1 BB, 4 CA, 1 CL, 16 DD                                                                           |
| TF 11                             | Vice-amiral F.J. Fletcher        | 1 CV (USS Saratoga), 1 CA (Vincennes), 5 DD                                                             |
| TF 16                             | Contre-amiral Thomas C. Kinkaid  | 1 CV (USS Enterprise, 1 CA (Portland), 1 CL (Atlanta), 5 DD                                             |
| TF 18                             | Contre-amiral Leigh Noyes (en)   | 1 CV (Wasp), 2 CA (San Francisco, Salt Lake City), 6 DD                                                 |
| Total :                           |                                  | 3 CV, 1 BB, 14 CA, 3 CL, 31 DD plus navires de transport, cargos et tankers. 20 000 hommes. +500 avions |

Tandis que l'organisation se mettait en place, la date d'invasion fut reculée au 7 août en raison du mauvais temps.

### Renseignements
Du point de vue des renseignements, l'invasion de Guadalcanal et de Tulagi peut être décrite comme une tentative à l'aveugle : on ignorait quasiment tout, au moment où les ordres furent donnés début juillet, des forces présentes sur ces îles ou même de la simple cartographie correcte des îles. Les Alliés firent d'énormes efforts pendant les quatre semaines qui leur restait pour récolter des informations, notamment de personnes ayant vécu sur ces îles, mais au moment de l'invasion, il restait énormément de blancs dans leurs connaissances, et les Marines sur place auraient l'occasion de constater que leurs cartes n'étaient pas toujours exactes.

### Problèmes logistiques et réalisation
La préparation de l'opération, déjà extrêmement réduite dans le temps, rencontra divers problèmes. Les Marines emporteraient 60 jours de ravitaillement, une quantité limitée de munitions, le minimum de bagages personnels et seulement la moitié des engins motorisés normalement prévus pour une division.
Le 26 juillet, les diverses forces prévues firent rendez-vous au large des Fidji et les commandants concernés par l'opération tinrent une conférence au cours de laquelle certains points furent soulevés pour la première fois.
Vandegrift apprit par exemple qu'il ne disposerait pas du support naval et aérien qu'il espérait. En fait, il apprit même qu'il ne disposerait en principe que de deux jours pour débarquer l'ensemble des troupes et du matériel, alors qu'il estimait que quatre jours étaient nécessaires.
On verra que l'ensemble de ces circonstances détermina la façon dont Vandegrift dut se comporter pendant les premières semaines sur Guadalcanal.
À 03h10 le 7 août, les forces américaines étaient en position à l'ouest de cap Espérance. À 06h14, la flotte ouvrait le feu sur les îles, l'invasion pouvait commencer.

## Première phase: la conquête des Salomon orientales

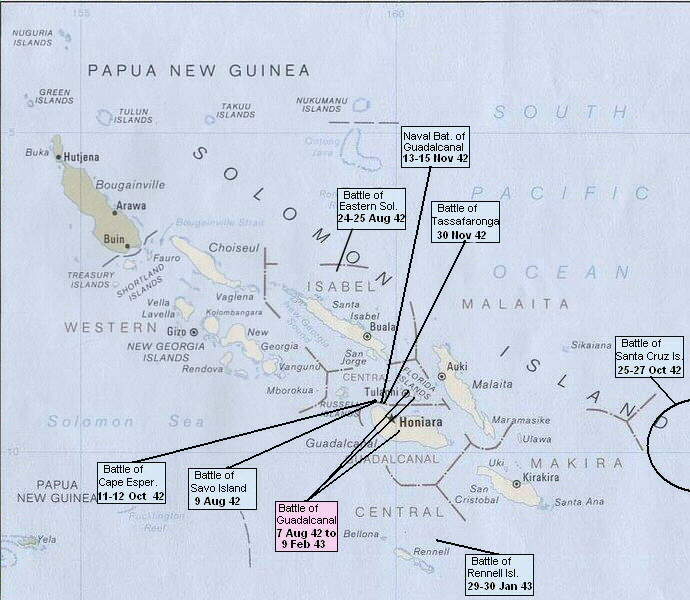
Ensemble des opérations de la première phase de la campagne des Salomon. La Nouvelle-Guinée et Rabaul, invisible sur la carte, se trouvent à l'ouest de Bougainville.
Les batailles navales sont en bleu, les batailles terrestres en rose.

Le débarquement sur Tulagi fut quasiment une formalité : l'île fut conquise en une journée.
La bataille de Guadalcanal dura six mois au cours desquels les Américains et les Japonais luttèrent à la fois sur terre et sur mer, pour apporter de nouvelles troupes sur l'île et les ravitailler.
La lutte sur mer ne fut pas moins intense que sur terre : les marines japonaise et alliée s'opposèrent au cours de la bataille de l'île de Savo, la bataille des Salomon orientales, la bataille du cap Espérance, la bataille des îles Santa Cruz, la bataille navale de Guadalcanal, la bataille de Tassafaronga et la bataille de l'île de Rennell.
La campagne de Guadalcanal a coûté 24 000 hommes aux Japonais (dont 9 000 morts de malnutrition et de malaria) contre seulement 1 600 aux Américains. Si les belligérants ont subi des pertes en avions et en navires de guerre à peu près équivalentes, les Japonais ont été incapables de remplacer les leurs.
Les Américains n'ont plus qu'un porte-avions, l'USS Enterprise ; les mois suivants seront difficiles pour les Alliés. C'était cependant la première brèche dans le périmètre que le Japon avait établi dans les six premiers mois de la guerre et la preuve que désormais les Alliés avaient l'initiative. La reconquête pouvait maintenant débuter.

## Sources
- (en)History of U.S. Marine Corps, Operations in World War II, Volume I:Central Pacific Drive, by Lieutenant Colonel Frank O. Hough, USMCR, Major Verle E. Ludwig, USMC, Henry I. Shaw, Jr., Historical Branch, G-3 Division, Headquarters, U.S. Marine Corps, 1966, Part 6 - The turning point, Guadalcanal
- (en)History of U.S. Marine Corps, Operations in World War II, Volume II:Isolation of Rabaul, by Henry I. Shaw, Jr. and Major Douglas T. Kane, USMC, Historical Branch, G-3 Division, Headquarters, U.S. Marine Corps, 1966, Part 6 - The turning point, Guadalcanal
- (en)Solomon Islands Naval Battles